# ARMTV
ARMTV (Armeens: Հայաստանի հանրային հեռուստաընկերություն, Hayastani Hanrayin herrustaynkerut’yun) is de Armeense nationale omroep.

## Geschiedenis
Op 5 september 1955 gaf de Raad van Volkscommissarissen van de Sovjet-Unie de opdracht om 27 televisiestations op te richten in de verschillende socialistische sovjetrepublieken. Op 29 november 1956 werden de eerste programma's op de Armeense televisie uitgezonden.
Na de val van de Sovjet-Unie kon de omroep zich richten op zijn eigen cultuur. In 2000 werd een wet aangenomen waardoor sinds 2005 alle programma's op de televisie in het Armeens worden uitgezonden, zonder gebruik te maken van ondertiteling.
In tegenstelling tot veel andere voormalige Sovjetrepublieken was de Armeense omroep nog geen lid van de EBU. Hier kwam op 8 juli 2006 verandering in: tijdens een vergadering van de EBU in Dubrovnik werd bepaald dat de Armeense omroep volwaardig lid kon zijn. Hierdoor kon de omroep deelnemen aan door de EBU georganiseerde evenementen, zoals het Eurovisiesongfestival. In 2011 was ARMTV gastomroep voor het Junior Eurovisiesongfestival, dat in Jerevan gehouden werd.